# Marienhütte in Fürstenwalde
Die Marienhütte in Fürstenwalde ist ein 1921 als Wreschner Farbenwerke in Fürstenwalde-Nord im heutigen Bundesland Brandenburg gegründeter Betrieb zur Farbenherstellung, der nach einer wechselhaften Geschichte heute als Betriebsstandort der Lacufa GmbH zum Deutsche Amphibolin-Werke (DAW)-Konzern gehört. 

## Geschichte
1921 gründete der jüdische Unternehmer Abraham Wreschner auf dem ehemaligen Gelände des Flugplatzes Fürstenwalde die Wreschner Farbenwerke, ein Werk zur Herstellung des Weißpigments Lithopone mittels eines Verfahrens aus Bariumsulfat und Zinksulfid. Die nach diesem Verfahren gewonnenen Pigmente waren lange Zeit der einzige Grundstoff für deckende Farben. 
Das Fürstenwalder Werk wurde ca. 1937 im Rahmen der Arisierung in die IG Farben integriert und unter dem Namen Marienhütte in Fürstenwalde als Farbenwerk fortgeführt. Der Firmengründer Abraham Wreschner konnte vermutlich nach England auswandern. Im Zweiten Weltkrieg war die Produktionsstätte Ziel verschiedener Bombenangriffe.
1946 wurde der Betrieb enteignet und 1948 in den VEB Chemische Werke Fürstenwalde umgewandelt. Anschließend wurde das Werk durch das Ministerium für Schwerindustrie der DDR in die Liste der Investitionsprojekte 1951 aufgenommen.
1953 beteiligte sich die Belegschaft der Marienhütte am Aufstand des 17. Juni und marschierte zusammen mit anderen Streikenden aus der Region nach Fürstenwalde, um vor dem Gebäude des Rates des Kreises zu demonstrieren.
In den 1970er und 1980er Jahren hieß das Werk Lithoponewerk Fürstenwalde und war Teil des VEB Kali-Chemie, Stammbetrieb des VEB Kombinat Lacke und Farben (Lacufa). Der volkseigene Betrieb engagierte sich in dieser Zeit unter seinem Direktor Gerhard Helbig auch sehr für die Stadt Fürstenwalde. Beispielsweise wurde 1971 eine Schwimmhalle gebaut, die noch heute als Sport- und Spaßbad Schwapp besteht. 
Das Werk hatte zuletzt den Status der Betriebsdirektion Fürstenwalde und hatte zusammen mit den zugehörigen Betriebsabteilungen in Bernsdorf und Wünschendorf 748 Mitarbeiter. Nach der Wende wurde der Betrieb noch im Jahr 1990 zu einem Standort der von der Treuhand gegründeten Lacufa AG, die im gleichen Jahr die Lithophone-Produktion aus umwelttechnischen Gründen eingestellte. 1992 wurde der Betrieb vom DAW-Konzern übernommen und als Lacufa GmbH weitergeführt; 1997 wurde der Standort um ein großes Logistikzentrum erweitert.
2014 gab die Muttergesellschaft bekannt, dass die Produktion in Fürstenwalde bis 2016 komplett nach Osteuropa verlegt werde und der Standort nur noch als Logistikzentrum bestehen bleibe.